# ルイ・ド・ロレーヌ (1555-1588)
ルイ・ド・ロレーヌ（Louis de Lorraine, 1555年7月6日 - 1588年12月24日）は、フランスの聖職者。ギーズ公フランソワと妃アンナ・デステの三男として、ダンピエールで生まれた。ギーズ公アンリ1世、マイエンヌ公シャルルの弟。

## 生涯
1574年、叔父ロレーヌ枢機卿の死によって、後任のランス大司教となる。1578年には別の叔父であるルイの死後、グレゴリウス13世によって後継の枢機卿に選ばれ、ギーズ枢機卿と呼ばれた。後にはアヴィニョンでのローマ教皇全権大使とされた。
長兄のギーズ公アンリ1世と共にカトリック同盟側で活躍した。フランス王アンリ3世に疎まれ、兄共々ブロワ城でアンリ3世の近衛兵らによって暗殺された。
庶子にルイ（Pr. de Phalsbourg）がおり、1621年にロレーヌ公フランソワ2世の娘アンリエットと結婚した。